# Dimítrios Válvis
Dimítrios Válvis (em grego: Δημήτριος Βάλβης; n. 1814 - f. 1886) foi um político da Grécia. Ocupou o cargo de primeiro-ministro da Grécia de 9 de Maio de 1886 a 21 de Maio de 1886.